# Infamous (série de jeux vidéo)
Pour les articles homonymes, voir Infamous.
 (juin 2024).
Si vous disposez d'ouvrages ou d'articles de référence ou si vous connaissez des sites web de qualité traitant du thème abordé ici, merci de compléter l'article en donnant les références utiles à sa vérifiabilité et en les liant à la section « Notes et références ».
La série Infamous (inFAMOUS dans la graphie du logo) est une franchise de jeux vidéo d'action-aventure créée par Sucker Punch Productions et publiée par Sony Interactive Entertainment. Il est développé exclusivement pour le matériel PlayStation, avec des jeux d'abord développés pour la PlayStation 3, puis la PlayStation 4. Outre les jeux vidéo, la série est présentée dans d'autres formes de médias tels que les bandes dessinées, qui ont été publiées par DC Comics.
La série est principalement basée sur les aventures de trois personnages principaux, Cole MacGrath, Delsin Rowe et Abigail Walker. Ce sont des Porteurs qui reçoivent des superpuissances et doivent choisir leur chemin de destin, qu'il soit bon ou mauvais.

## Trame

### Univers
La série se déroule aux États-Unis d’aujourd’hui avec des versions réelles et alternatives de vraies villes, comme le cadre de Infamous, Empire City, qui ressemble à New York et le cadre de Infamous 2, New Marais, qui ressemble à la Nouvelle-Orléans (Infamous: Festival of Blood a également lieu dans cette ville). Washington, D.C. est parfois mentionné, et Infamous Second Son a lieu à Seattle. Il dispose d’une agence gouvernementale américaine comme le FBI, la NSA et la DARPA, ainsi que des agences fabriquées pour la série, telles que le DUP (Département d'unité de protection), une agence dans le seul but d’arrêter les Porteurs, maintenant étiquetés « bio-terroristes », de causer des destructions massives similaires à ce qui a été causé par Cole MacGrath.

## Liste des jeux
- Infamous
- Infamous 2
- Infamous 2: Festival of Blood
- Infamous: Second Son
- Infamous: First Light[1]

## Autres médias

### Bandes dessinée
The Infamous comic est une bande dessinée en une partie, sorti en mars 2011, et a été publié par DC Comics, en association avec Sucker Punch, pour coïncider avec la sortie du deuxième jeu en 2011. Les bandes dessinées se déroulent entre les événements du premier et du deuxième jeu, montrant comment Cole s’échappe d’Empire City au Nouveau Marais. La série comique a été écrite par William Harms et dessinée par Eric Nguyen, et comprend également des couvertures dessinées par Doug Mahnke. Infamous: Post Blast est publié sur IGN, illustrant les événements qui ont conduit aux événements de Infamous. Il y a actuellement quatre bandes dessinées, chacun se concentrant à la fois sur Cole MacGrath et John White. L’histoire des bandes dessinées se déroule entre l’Introduction et First Glimpse.

### Film
En 2009, Sony choisit le scénariste Sheldon Turner pour adapter Infamous à un long métrage. Les frères Ari et Avi Arad sont embauchés pour produire, et les dirigeants de Sony Matt Tolmach et Jonathan Kadin comme gestionnaires pour le studio. Turner déclare au Hollywood Reporter qu’il était excité que le jeu avait une « grande idée et un arc de caractère », qu’il croyait être « l’avenir du jeu ». Il croyait que le jeu était essentiellement « une ballade d’amour pour les sous-performants »
En décembre 2021, il est annoncé que Sony Pictures prépare un film en prise de vues réelles adapté de l’œuvre vidéoludique. Les détails concernant les personnages ou la trame de l'histoire ne sont pas connus. 